# The Games Machine
The Games Machine, conosciuta anche con la sigla TGM, è una rivista mensile dedicata ai videogiochi per PC. Il primo numero è stato pubblicato nel settembre del 1988.
È la più longeva rivista del settore ad essere pubblicata in Occidente, superata nel mondo solo dalla rivista giapponese Famitsū, nonché l'unica rivista italiana di videogiochi ancora pubblicata regolarmente in edizione cartacea.

## Storia
Inizialmente la rivista italiana era in buona parte la traduzione dell'omonima rivista britannica, che venne però chiusa nel 1990 dopo 34 numeri. In Italia in origine è stata pubblicata dalla casa editrice Edizioni Hobby, poi a partire da settembre 1991 dalla milanese Xenia Edizioni. Era diretta da Stefano Gallarini ed era stata concepita come testata dedicata ai videogiochi per home computer a 16-bit, ovvero principalmente Amiga e Atari ST (i PC avrebbero avuto un certo peso solo a partire dall'autunno del 1989), ma che non trascurava altri sistemi, sia tecnicamente "inferiori" (console come Nintendo Entertainment System, Sega Master System ed Atari VCS, e i computer MSX2) che "superiori": nel primo numero della rivista una delle recensioni fu dedicata a Conqueror e al sistema su cui girava, l'Acorn Archimedes.
Xenia pubblicava già un'altra rivista dedicata ai sistemi a 8-bit, Zzap! diretta da Bonaventura Di Bello. Quando questa chiuse le pubblicazioni, continuò a vivere per un certo tempo come inserto all'interno di The Games Machine. Dall'ottobre 1991, The Games Machine fu affiancata da Consolemania, sua controparte interamente dedicata ai videogiochi per console. Dal novembre 2005 al gennaio 2007 compreso, The Games Machine uscì sotto etichetta Future Italy, già editore di un'altra rivista del settore, Giochi per il mio computer. Alla fine di novembre 2006, Future plc, la casa madre della divisione Future Italy, decise di vendere l'intera divisione italiana Future Media Italy per ripianare parte dei debiti di gestione (50 milioni di sterline per il 2006), e fu acquisita da Sprea per 1,1 milioni di euro. In questo modo, dal febbraio 2007, The Games Machine esce sotto etichetta Sprea Media Italy. Nel settembre 2013 TGM ha celebrato il doppio anniversario: 25 anni di pubblicazioni e 300 numeri. Il numero 300 include una celebrazione della storia della rivista, con numerosi interventi da parte di redattori e collaboratori storici.
Da maggio 2014 la testata viene acquisita da un nuovo editore, Aktia S.r.l., e prosegue la sua evoluzione editoriale accostando alla solita versione cartacea anche la versione per iOS e per Android. Da settembre 2015, con la missione di riproporlo in maniera costante su tutti i numeri, su The Games Machine sta tornando il "gioco allegato", disponibile per i lettori in formato redeem code (non più in versione DVD allegato). Dopo lo sviluppo delle piattaforme social, The Games Machine è sbarcato sul Web con un sito nuovo e con l'obiettivo di diventare il riferimento del settore, non solo nel gioco PC ma anche per quello console, smartphone e tablet. A giugno 2017 con il numero 345 la rivista abbandona le classiche recensioni con voto in favore delle Playlist (articolo che il giornalista scrive ispirato dal gioco, senza impostarlo come una recensione analitica concentrata sui vari aspetti). A gennaio 2018, per la prima volta dalla nascita della rivista, The Games Machine non esce nelle edicole a causa di una riorganizzazione del format della rivista. Le uscite riprendono regolarmente a febbraio 2018 con il numero 352. Il numero 352 segna anche il ritorno delle recensioni. Dopo l'uscita del numero 355 viene annunciata una riorganizzazione della redazione e nominati i nuovi responsabili per rivista e sito correlato.

## Contenuti

### Rubriche

#### Attuali
- Editoriale, la consueta introduzione di ogni numero a cura del coordinatore redazionale.
- Cover Story, recensione o anteprima su uno dei titoli del momento, affiancata da un'intervista o un approfondimento.
- Reportage (ex Preview), rubrica di recensioni di giochi non ancora pubblicati.
- Review, le recensioni dei giochi con analisi finale e votazione.
- TGM Classic, rubrica dedicata ai videogiochi più iconici della storia.
- Hardware, le ultime novità dal mondo hardware, tra schede video, RAM e processori.
- Bovabyte, spazio per la satira a tema videoludico, tornata a luglio 2018 dopo una lunga assenza.
- TecnoTGM, rubrica di approfondimento tecnico hardware
- Spotlight, rinnovata sezione dedicata alle news, con commenti e analisi delle singole notizie.
- Time Machine, dedicata alle software house che hanno fatto la storia dei videogiochi.
- Recensioni in Breve, spazio per le prove di produzioni minori per PC, titoli solo console o multipiattaforma.
- TGM Incontra, intervista finale sullo sviluppo di un titolo recente o in sviluppo.
- Facce da TGM, introduzione delle recensioni, commenti dei membri della redazione, classifica dei giochi più attesi, in arrivo sul mercato e dei migliori Accessi Anticipati.
- Virtual Reality Machine, quattro pagine di analisi e recensioni, hardware o software, per il gaming in realtà virtuale su PC.
- RetroTGM, inserto speciale di 8 pagine dedicato a passato e presente del retrogaming, con retrospettive di leggendarie glorie e recensioni di nuovi giochi su antiche piattaforme.

#### Passate
- Facce di TGM, i lettori spedivano videocassette con filmati realizzati da loro (a tema videoludico o no); i più meritevoli venivano digitalizzati e inseriti sui cd-rom allegati.
- FBS Pages (in precedenza FBS corner), rubrica di soluzioni e risposte alle domande dei lettori sui giochi del momento, a cura di Fabio "FBS" Simonetti.
- La posta di TGM, la posta dei lettori.
- Raffo senti qua, domande demenziali dei lettori con le comiche risposte di Raffaele Sogni.
- Mobile Zone, rubrica dedicata ai giochi su cellulare.
- Binge Watching, analisi alle migliori serie televisive.
- TGM Movie, dedicata alle uscite cinematografiche.
- Board Machine, rubrica sui giochi da tavolo.
- eSports, dedicata agli sport elettronici per videogiochi competitivi.
- LifeStyle Bazar, dedicata a bizzarri accessori tecnologici.
- Recensione C64, le prove dei migliori giochi che ancora vengono prodotti per Commodore 64 e repliche moderne.
- La Soffitta di DocManhattan, quattro pagine di approfondimento su cultura geek e nerd dell'omonimo blogger, al secolo Alessandro Apreda (che si è ispirato per il nome d'arte al personaggio di Watchmen).
- CosìParlòSabaku, editoriale di Michele Poggi alias Sabaku No Maiku.

### Allegati
A partire dal numero 72 (febbraio 1995), la rivista è uscita in due edizioni: normale e con allegato. Inizialmente quest'ultimo consisteva di uno o due CD-ROM chiamato silver disk contenente demo di videogiochi e altro software; dal numero 111 i dischi diventano sempre due.
Nel numero 122 (settembre 1999) viene allegato, insieme ai silver disk, un videogioco completo: come per il doppio CD, sarà occasionale fino al numero 147, quando diventerà pratica comune fino al numero 255. Dal numero 175 (novembre 2003) la versione CD-ROM è stata affiancata ad una versione DVD, fino al numero 204 (gennaio 2006) quando i CD vengono abbandonati dopo 229 uscite.
Il DVD non è stato allegato per alcuni mesi (da febbraio ad aprile 2009) durante i quali è stato sperimentato un servizio online, che permetteva agli utenti della rivista di usufruire del download di vari tipi di file, ma è stato di nuovo allegato a partire dal numero 247 al numero 271. Dal numero 272 la rivista esce solo in versione senza DVD allegati.

### Pesci d'aprile
The Games Machine, così come altre riviste del settore, segue la tradizione di inventarsi una falsa notizia legata al mondo dei videogiochi in ogni numero di aprile. Segue un elenco di alcuni di questi:
- 1989 – Street Fighter US Version (una versione migliore della conversione di Street Fighter per Amiga).
- 1991 – Cavalieri dello Zodiaco (videogioco del famoso anime in versione Sega Mega Drive).
- 1992 – Madonna (videogioco a sfondo sessuale con protagonista la cantante Madonna).
- 1993 – Monkey Island 3 (secondo seguito del famoso gioco LucasArts, avrebbe dovuto essere ambientato nello spazio, secondo l'immagine burla pubblicata, riprendendo il tema di Guerre stellari. La sua tagline sarebbe dovuta essere "May the monkey be with you!". Il terzo episodio della serie uscì in realtà nel 1997, con una storia diversa).
- 1994 – Fightin' Maniacs (imitazione di Mortal Kombat con personaggi interpretati dai redattori di The Games Machine).
- 1995 – Monolith[3], (seguito di The Sentinel, gioco creato da Geoff Crammond per BBC Micro e convertito su molti altri computer. Il vero seguito Sentinel Returns uscì nel 1998). Nel dicembre 2020[4] è uscito un gioco freeware intitolato Monolith, basato su quel pesce d'aprile[5], recensito nel numero 1/86 di Zzap! pubblicato dall'associazione Airons di Vigevano.[6][7]
- 1996 – Ghosts 'n Goblins 96 (versione aggiornata del famoso arcade Capcom. Un seguito di Ghosts 'n Goblins, Ultimate Ghosts 'n Goblins, è poi effettivamente uscito per PlayStation Portable nel 2006).
- 1997 – Una patch per Tomb Raider che rende nuda Lara Croft (poi effettivamente uscita col nome di Nude Raider).[8]
- 1998 – La conversione di Gran Turismo per PC.
- 1999 – Command & Conquer: Tiberian Sun 3D (un ibrido sparatutto/strategico ambientato nel mondo di Command & Conquer: Tiberian Sun) basato sull'engine di Redline (nel febbraio 2002 è uscito effettivamente uno sparatutto in prima persona basato sull'universo di Command and Conquer: si tratta di Command & Conquer: Renegade); Microsoft Dining Services (una raccolta di ricette pubblicata dalla Microsoft) e iMaccaroni (analoga raccolta pubblicata però dalla Apple). C'è stato anche un pesce d'aprile pubblicato sul numero di maggio per una dimenticanza dell'autore, che annunciava l'arrivo su Amiga di Tekken 4 (uno dei personaggi segreti sarebbe stato Angela Cavagna nelle vesti di infermiera) e Gran Turismo 2 (con la possibilità di usare la Bianchina di Fantozzi).
- 2000 – La notizia secondo cui il creatore di Lara Croft avrebbe copiato quel personaggio a un programmatore di giochi per C64 negli anni ottanta, con tanto di presunti screenshot provenienti in realtà dalla versione per Game Boy Color di Tomb Raider.
- 2001 – il "progetto X" di Richard Garriott (un gioco di ruolo in stile Ultima IX: Ascension ma ambientato nel presente).
- 2002 – Un concorso per premiare (con una targhetta sul forum) il primo che trova il pesce d'aprile, salvo poi scoprire che non c'era alcun pesce d'aprile.
- 2003 – Un concorso per passare una giornata con i redattori della rivista.
- 2004 – La notizia secondo cui il redattore Raffaele "Raffo" Sogni abbandona la rivista per andare a gestire un bar.
- 2005 – Una versione portatile della Xbox.
- 2006 – Il gioco tratto dal film Kill Bill.
- 2007 - Grand Theft Auto: World Online (un MMORPG ambientato nelle città di Grand Theft Auto). È stato effettivamente realizzato da Rockstar in concomitanza con l'uscita di GTA V, nel 2013. Il nome è Grand Theft Auto Online.
- 2008 - Il controller per Guitar Hero modellato a immagine della chitarra Gibson Les Paul Supreme.
- 2009 - La notizia della chiusura per 4 giorni dei server di World of Warcraft.
- 2010 - La presenza di una modalità in 3D stereoscopico nell'edizione speciale di Monkey Island 2: LeChuck's Revenge.
- 2019 - Solo online: la trasformazione del sito in un portale a pagamento con il contributo dei lettori e traduzione in cinese mandarino.[9]
- 2020 - Solo online: l'annuncio di un remake ufficiale di Half-Life 2, comprensivo anche dei due Episodi e, forse, del terzo.[10]
- 2021 - Solo online: Cyberpunk 2D77, uno sparatutto a scorrimento laterale ambientato nel mondo di Cyberpunk 2077 con grafica 2D a risoluzione 320x200 e 256 colori.[11]
- 2022 - Solo online: l'esistenza di SQUID GAME Child's Play, FPS competitivo e single player legato alla famosa serie TV, frutto di una fantomatica collaborazione tra Netflix, EA e DICE.[12]
- 2023 - Solo online: la realizzazione e vicina pubblicazione di un gioco da tavolo dedicato alla redazione di The Games Machine. [13]
- 2025 - Solo online: la nascita dell'etichetta TGM Interactive per la creazione di giochi ispirati alle epoche d'oro del gaming classico. [14]

## Uscite

### Serie regolare
|      | gen | feb | mar | apr | mag | giu | lug | ago | set | ott | nov | dic | Natale | Riviste pubblicate | Anno |
| ---- | --- | --- | --- | --- | --- | --- | --- | --- | --- | --- | --- | --- | ------ | ------------------ | ---- |
| 1988 | -   | -   | -   | -   | -   | -   | -   | -   | 1   | 2   | 3   | 4   | -      | 4                  | 1    |
| 1989 | 5   | 6   | 7   | 8   | 9   | 10  | 11  | 11  | 12  | 13  | 14  | 15  | -      | 11                 | 2    |
| 1990 | 16  | 17  | 18  | 19  | 20  | 21  | 22  | 22  | 23  | 24  | 25  | 26  | -      | 11                 | 3    |
| 1991 | 27  | 28  | 29  | 30  | 31  | 32  | 33  | 33  | 34  | 35  | 36  | 37  | -      | 11                 | 4    |
| 1992 | 38  | 39  | 40  | 41  | 42  | 43  | 44  | 44  | 45  | 46  | 47  | 48  | -      | 11                 | 5    |
| 1993 | 49  | 50  | 51  | 52  | 53  | 54  | 55  | 55  | 56  | 57  | 58  | 59  | -      | 11                 | 6    |
| 1994 | 60  | 61  | 62  | 63  | 64  | 65  | 66  | 66  | 67  | 68  | 69  | 70  | -      | 11                 | 7    |
| 1995 | 71  | 72  | 73  | 74  | 75  | 76  | 77  | 77  | 78  | 79  | 80  | 81  | -      | 11                 | 8    |
| 1996 | 82  | 83  | 84  | 85  | 86  | 87  | 88  | 88  | 89  | 90  | 91  | 92  | -      | 11                 | 9    |
| 1997 | 93  | 94  | 95  | 96  | 97  | 98  | 99  | 99  | 100 | 101 | 102 | 103 | -      | 11                 | 10   |
| 1998 | 104 | 105 | 106 | 107 | 108 | 109 | 110 | 110 | 111 | 112 | 113 | 114 | -      | 11                 | 11   |
| 1999 | 115 | 116 | 117 | 118 | 119 | 120 | 121 | 121 | 122 | 123 | 124 | 125 | -      | 11                 | 12   |
| 2000 | 126 | 127 | 128 | 129 | 130 | 131 | 132 | 133 | 134 | 135 | 136 | 137 | 138    | 13                 | 13   |
| 2001 | 139 | 140 | 141 | 142 | 143 | 144 | 145 | 146 | 147 | 148 | 149 | 150 | 151    | 13                 | 14   |
| 2002 | 152 | 153 | 154 | 155 | 156 | 157 | 158 | 159 | 160 | 161 | 162 | 163 | 164    | 13                 | 15   |
| 2003 | 165 | 166 | 167 | 168 | 169 | 170 | 171 | 172 | 173 | 174 | 175 | 176 | 177    | 13                 | 16   |
| 2004 | 178 | 179 | 180 | 181 | 182 | 183 | 184 | 185 | 186 | 187 | 188 | 189 | 190    | 13                 | 17   |
| 2005 | 191 | 192 | 193 | 194 | 195 | 196 | 197 | 198 | 199 | 200 | 201 | 202 | 203    | 13                 | 18   |
| 2006 | 204 | 205 | 206 | 207 | 208 | 209 | 210 | 211 | 212 | 213 | 214 | 215 | 216    | 13                 | 19   |
| 2007 | 217 | 218 | 219 | 220 | 221 | 222 | 223 | 224 | 225 | 226 | 227 | 228 | 229    | 13                 | 20   |
| 2008 | 230 | 231 | 232 | 233 | 234 | 235 | 236 | 237 | 238 | 239 | 240 | 241 | 242    | 13                 | 21   |
| 2009 | 243 | 244 | 245 | 246 | 247 | 248 | 249 | 250 | 251 | 252 | 253 | 254 | 255    | 13                 | 22   |
| 2010 | 256 | 257 | 258 | 259 | 260 | 261 | 262 | 263 | 264 | 265 | 266 | 267 | -      | 12                 | 23   |
| 2011 | 268 | 269 | 270 | 271 | 272 | 273 | 274 | 275 | 276 | 277 | 278 | 279 | -      | 12                 | 24   |
| 2012 | 280 | 281 | 282 | 283 | 284 | 285 | 286 | 287 | 288 | 289 | 290 | 291 | -      | 12                 | 25   |
| 2013 | 292 | 293 | 294 | 295 | 296 | 297 | 298 | 299 | 300 | 301 | 302 | 303 | -      | 12                 | 26   |
| 2014 | 304 | 305 | 306 | 307 | 308 | 309 | 310 | 311 | 312 | 313 | 314 | 315 | -      | 12                 | 27   |
| 2015 | 316 | 317 | 318 | 319 | 320 | 321 | 322 | 323 | 324 | 325 | 326 | 327 | -      | 12                 | 28   |
| 2016 | 328 | 329 | 330 | 331 | 332 | 333 | 334 | 335 | 336 | 337 | 338 | 339 | -      | 12                 | 29   |
| 2017 | 340 | 341 | 342 | 343 | 344 | 345 | 346 | 347 | 348 | 349 | 350 | 351 | -      | 12                 | 30   |
| 2018 | -   | 352 | 353 | 354 | 355 | -   | 356 | -   | 357 | 358 | 359 | 360 | -      | 9                  | 31   |
| 2019 | -   | 361 | 362 | 363 | 364 | 365 | 366 | 366 | 367 | 368 | 369 | 370 | -      | 10                 | 32   |
| 2020 | -   | 371 | 372 | 373 | 373 | 374 | 375 | 375 | 376 | 376 | 377 | 378 | -      | 8                  | 33   |
| 2021 | -   | 379 | 380 | -   | 381 | 382 | -   | 383 | 384 | 385 | -   | 386 | -      | 8                  | 34   |
| 2022 | 387 | 388 | 389 | 390 | -   | 391 | 392 | 392 | 393 | 394 | -   | 395 | -      | 9                  | 35   |
| 2023 | 396 | 396 | 397 | 398 | 399 | 399 | 400 | 400 | 401 | -   | 402 | -   | -      | 7                  | 36   |
| 2024 | 403 | 404 | -   | 405 | -   | 406 | 407 | 407 | -   | 408 | 409 | 410 | -      | 8                  | 37   |
| 2025 | -   | 411 | -   | 412 | -   | 413 |     |     |     |     |     |     |        | 3                  | 38   |

### Numeri speciali
| Titolo                     | Data pubblicazione | N. rivista collegato | Speciale n. | Allegato alla rivista principale? |
| -------------------------- | ------------------ | -------------------- | ----------- | --------------------------------- |
| The Christmas Machine 1991 | dicembre 1991      | 37                   | -           | SI                                |
| The Christmas Machine 1992 | dicembre 1992      | 48                   | -           | SI                                |
| World cup edition 1994     | maggio 1994        | 64                   | -           | SI                                |
| Natale 1994                | dicembre 1994      | 70                   | -           | NO                                |
| Estate 1998                | agosto 1998        | 110                  | -           | NO                                |
| Estate 1999                | agosto 1999        | 121                  | -           | NO                                |
| World of Warcraft          | ottobre 2005       | 200                  | 1           | NO                                |
| Calcio & videogiochi       | ottobre 2006       | 213                  | 2           | NO                                |
| Company of Heroes          | novembre 2006      | 214                  | -           | SI                                |
| Sesso & videogiochi        | maggio 2007        | 221                  | 3           | NO                                |
| Giochi di guida            | luglio 2007        | 223                  | 4           | NO                                |
| Retrogaming                | novembre 2007      | 227                  | 5           | NO                                |
| Avventure grafiche         | marzo 2008         | 232                  | 6           | NO                                |
| Videogiochi horror         | maggio 2008        | 234                  | 7           | NO                                |
| Gli eroi dei videogiochi   | novembre 2008      | 240                  | 8           | NO                                |
| Strategia in tempo reale   | febbraio 2009      | 244                  | 9           | NO                                |
| Avventure grafiche 2       | aprile 2009        | 246                  | 10          | NO                                |
| Giochi di ruolo            | novembre 2009      | 253                  | 11          | NO                                |
| Sparatutto in soggettiva   | settembre 2010     | 264                  | 12          | NO                                |
| ioGioco                    | luglio 2017        | 346                  | ?           | NO                                |

### Annuari
| anno |
| ---- |
| 2008 |
| 2009 |
| 2010 |
| 2011 |
| 2012 |

## The Games Machine Action Amiga
The Games Machine Action Amiga è un mensile derivato più piccolo, dedicato al solo Amiga, che la Xenia Edizioni pubblicò nel 1991-1993. Il primo numero era un supplemento a The Games Machine nº36, dopodiché la rivista proseguì la pubblicazione in modo indipendente fino al nº19. Aveva sempre in allegato un floppy con dei giochi in versione demo.
|      | gen | feb | mar | apr | mag | giu | lug | ago | set | ott | nov | dic | natale |
| ---- | --- | --- | --- | --- | --- | --- | --- | --- | --- | --- | --- | --- | ------ |
| 1991 | -   | -   | -   | -   | -   | -   | -   | -   | -   | -   | 1   | -   | -      |
| 1992 | 2   | 3   | 4   | 5   | 6   | 7   | 8   | 8   | 9   | 10  | 11  | 12  | -      |
| 1993 | 13  | 14  | 15  | 16  | 17  | 18  | 19  | 19  | -   | -   | -   | -   | -      |

## The Games Machine Amiga Software
The Games Machine Amiga Software è un biannuale derivato, dedicato al solo Amiga, che la Xenia Edizioni pubblicò nel 1989. Il primo numero uscì a maggio 1989 con allegato il gioco originale Prison, il secondo e ultimo numero conosciuto uscì a novembre 1989 con allegato il gioco originale Dragon Scape.
|      | gen | feb | mar | apr | mag | giu | lug | ago | set | ott | nov | dic | natale |
| ---- | --- | --- | --- | --- | --- | --- | --- | --- | --- | --- | --- | --- | ------ |
| 1989 | -   | -   | -   | -   | 1   | -   | -   | -   | -   | -   | 2   | -   | -      |